# ヴィンセント・スカーリー

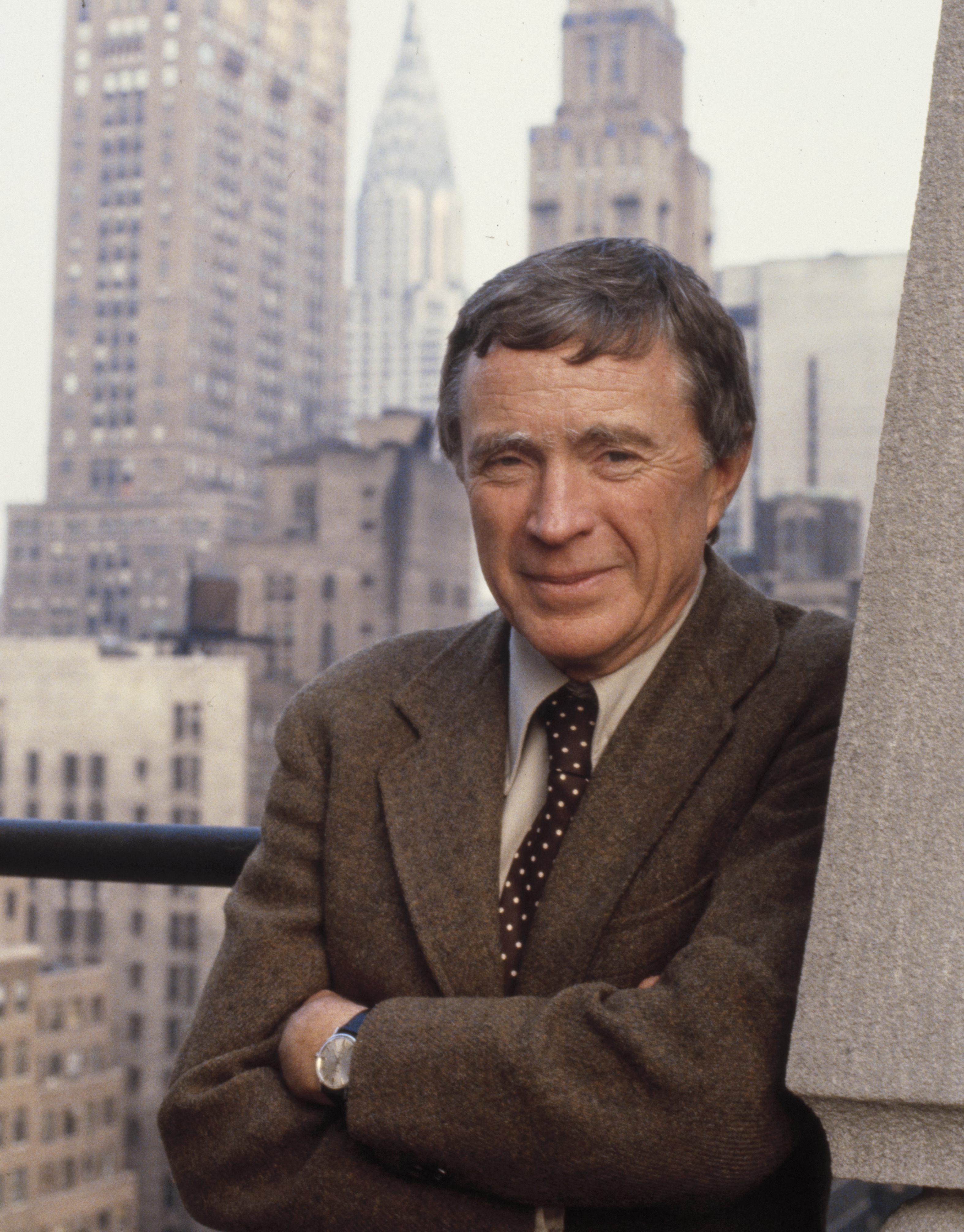
ヴィンセント・スカーリー

ヴィンセント・ジョゼフ・スカーリー・ジュニア（英: Vincent Joseph Scully, Jr.、1920年8月21日-2017年11月30日）は、アメリカ合衆国の建築史家。
コネチカット州ニューヘイブンに生まれ、ヒルハウス高校を経て、イェール大学を卒業。イェール大学美術史科教授。建築家ロバート・ヴェンチューリの著書「建築の多様性と対立性」の書評をし、この本をル・コルビュジェの著書「建築を目指して」に代わる歴史的意味を持つ本であると評価したことで有名である。

## 主著
- アメリカの建築とアーバニズム
- シングル・スタイル
- フランク・ロイド・ライト
- Modern architecture
- The earth, the temple, and the Gods